# Cynaeda puralis
Cynaeda puralis is een vlinder uit de familie van de grasmotten (Crambidae). De wetenschappelijke naam van deze soort is voor het eerst voorgesteld als Noctuelia puralis door Max Gaede in een publicatie uit 1917.
De soort komt voor in Tanzania.